# 伊佐為宗
伊佐 為宗（いさ ためむね）は、鎌倉時代初期の御家人。常陸冠者為宗。皇后宮大進。伊佐大進。

## 生涯
藤原北家の山蔭流で伊達氏の祖とされる常陸入道念西の子。常陸国伊佐郡（現在の茨城県筑西市）を本領とした。
妹の大進局が源頼朝の妾となり、頼朝との間に男子（貞暁）を生んでいる。
文治5年（1189年）、源頼朝が藤原泰衡追討のために行った奥州合戦（奥州征伐）に、弟の殖野為重（次郎為重）、三郎資綱、四郎為家と共に従軍する。8月8日、奥州方の最前線基地である信夫郡の石那坂（現在の福島市飯坂）の城砦を攻略し、佐藤基治など敵18人の首を取り、阿津賀志山の経ヶ岡にその首を梟したという。
この奥州合戦の戦功により、伊佐為宗の一族は頼朝から伊達郡を賜った。為宗は伊佐郡に留ったが、念西と為宗の弟などが伊達郡に下って「伊達」を称し、伊達氏の祖となった。
承久3年（1221年）、承久の乱に従軍した為宗は、宇治川の戦いで戦死した。

## 系譜
- 父：伊達朝宗（1129-1199）高松院非蔵人・藤原朝宗
- 母：結城氏
- 兄弟姉妹
  - 長男：伊佐為宗
  - 次男：伊達宗村（1173?-1251?） - 殖野為重、伊達氏2代当主
  - 三男：中村資綱
  - 四男：伊達為家 - 駿河伊達氏の祖
  - 五男：為行
  - 六男：田手実綱
  - 七男：延厳（僧）
  - 八男：朝基
  - 九男：寺本為保
  - 女子：大進局 - 源頼朝室
  - 義兄弟：中村朝定[4]- 中村氏 (下野国)
- 室：不詳
  - 男子：為綱
  - 女子：北条時盛室